# 11A busz (Győr)
A győri 11A jelzésű autóbusz a Bácsa, Ergényi lakótelep és a Révai Miklós utca között közlekedett a 11-es busz betétjárataként. A vonalat az ÉNYKK Zrt. üzemeltette.

## Közlekedése
Csak Tanítási munkanapokon és szabadnapokon közlekedik délelőtt, félóránként.

## Útvonala
| Révai Miklós utca felé: | Kisbácsa felé: |
| --- | --- |
| - Kisbácsa, Dombhát utca - Sövény utca - Boglárka utca - Külső Bácsai út - Bácsai út - Szövetség utca - Hédervári út - Jedlik Ányos híd - Stromfeld utca - Erkel Ferenc utca - Kossuth Lajos utca - Rába Kettős híd - Zechmeister utca - Jókai utca - Szent István út - Gárdonyi Géza utca - Révai Miklós utca - Révai Miklós utca, végállomás | - Révai Miklós utca, végállomás - Révai Miklós utca - Városház tér - Aradi vértanúk útja - Virágpiac tér - Zechmeister utca - Rába Kettős híd - Híd utca - Töltésszer - Jedlik Ányos híd - Hédervári út - Szövetség utca - Bácsai út - Külső Bácsai út - Sövény utca - Kisbácsa, Dombhát utca |

## Megállók

### Révai Miklós utca felé
| Megállóhely neve                  | Menetidő | Átszállási lehetőségek        | Fontosabb létesítmények |
| --------------------------------- | -------- | ----------------------------- | --- |
| Kisbácsa, Dombhát utca            | 0        |                               | |
| Sövény utca, iskola               | 1        |                               | Tulipános Általános Iskola |
| Kisbácsa, templom                 | 2        |                               | Nagyboldogasszony templom |
| Votinszky utca                    | 3        |                               | |
| Viza utca                         | 4        |                               | |
| Irinyi János utca                 | 5        |                               | |
| Körtöltés utca (iskola)           | 6        |                               | Régi zsidó temető, Körtöltés utcai iskola |
| Bácsai út, Kertész utca           | 8        |                               | Révfalusi temető |
| Szövetség utca                    | 9        |                               | |
| Széchenyi István Egyetem          | 10       | 6, 9, CITY                    | Széchenyi István Egyetem, Kálóczy tér, Hédervári úti óvoda |
| Stromfeld utca                    | 12       | 8, 14, 14B                    | Rába Quelle fürdő |
| Erkel Ferenc utca                 | 13       | 8, 14, 14B                    | Bartók Béla Ének-Zenei Általános Iskola |
| Petőfi tér, zsinagóga             | 15       | 1, 1A                         | Zsinagóga, Petőfi tér, Református templom, Városi Művészeti Múzeum                                                                                            |
| Zechmeister utca, Klastrom szálló | 17       | 8, 14, 14B, 17, 17B, 19, CITY | Klastrom szálló, Virágpiac tér, Bécsi kapu tér |
| Honvéd liget                      | 19       | 2, 5, 6, 7, 22, 22A, 22B, 38  | Honvéd ligeti Okmányiroda, Szent István úti Okmányiroda, Honvéd liget, Munkaügyi Bíróság, Városháza, Vasútállomás, Győr-Moson-Sopron Vármegyei Kormányhivatal |
| Gárdonyi Géza utca                | 21       | 6, 12, 15, 30, 31             | Győr-Moson-Sopron Vármegyei Kereskedelmi és Ipar Kamara, Bisinger József park, Osztrák Köztársaság Konzuli Képviselete, Közjegyzői Kamara                     |
| Révai Miklós utca                 | 22       |                               | Vasútállomás, Bisinger József park, Városháza |

### Kisbácsa, Dombhát utca felé
| Megállóhely neve                  | Menetidő | Átszállási lehetőségek | Fontosabb létesítmények |
| --------------------------------- | -------- | ---------------------- | --- |
| Révai Miklós utca                 | 0        |                        | Vasútállomás, Bisinger József park, Városháza |
| Városháza                         | 1        |                        | Honvéd ligeti Okmányiroda, Szent István úti Okmányiroda, Honvéd liget, Munkaügyi Bíróság, Városháza, Vasútállomás, Győr-Moson-Sopron Vármegyei Kormányhivatal |
| Aradi vértanúk útja, Megyeháza    | 2        |                        | Honvéd ligeti Okmányiroda, Szent István úti Okmányiroda, Honvéd liget, Munkaügyi Bíróság, Városháza, Vasútállomás, Győr-Moson-Sopron Vármegyei Kormányhivatal |
| Zechmeister utca, Klastrom szálló | 4        |                        | Klastrom szálló, Virágpiac tér, Bécsi kapu tér |
| Híd utca, Rába Quelle fürdő       | 6        |                        | Rába Quelle fürdő, Petz Aladár Oktató Kórház Rehabilitációs Centrum                                                                                           |
| Széchenyi István Egyetem          | 8        | 6, 9, CITY             | Széchenyi István Egyetem, Kálóczy tér, Hédervári úti óvoda |
| Szövetség utca                    | 10       |                        | |
| Bácsai út, Kertész utca           | 11       |                        | Révfalusi temető |
| Körtöltés utca (iskola)           | 13       |                        | Régi zsidó temető, Körtöltés utcai iskola |
| Irinyi János utca                 | 14       |                        | |
| Viza utca                         | 15       |                        | |
| Votinszky utca                    | 16       |                        | |
| Kisbácsa, templom                 | 17       |                        | Nagyboldogasszony templom |
| Kisbácsa, körforgalom             | 18       |                        | Nagyboldogasszony templom |
| Kisbácsa, Dombhát utca            | 20       |                        | |

## Menetrend
- Révai Miklós utca felé
- Kisbácsa, Dombhát utca